# Ján Balogh
Ján Balogh (* 4. února 1944) je bývalý slovenský fotbalový útočník.

## Fotbalová kariéra
V československé lize hrál za Slavii Praha, Tatran Prešov a AC Nitra. Nastoupil ve 29 ligových utkáních a dal 5 ligových gólů.

## Ligová bilance
| Ročník                                   | Zápasy | Góly | Minuty | Klub          |
| ---------------------------------------- | ------ | ---- | ------ | ------------- |
| 1. československá fotbalová liga 1966/67 | 1      | 0    | 45     | Slavia Praha  |
| 1. československá fotbalová liga 1967/68 | 1      | 0    | 45     | Slavia Praha  |
| 1. československá fotbalová liga 1969/70 | 26     | 5    | 1 705  | Tatran Prešov |
| 1. československá fotbalová liga 1971/72 | 1      | 0    | 90     | AC Nitra      |
| CELKEM                                   | 29     | 5    | 1 885  |               |